# Diecéze Terni-Narni-Amelia
Diecéze Terni-Narni-Amelia (latinsky Dioecesis Urbevetana-Tudertina) je římskokatolická arcidiecéze na území střední Itálie, v umbrijské církevní oblasti se sídlem v Terni a konkatedrálami v Narni a Amelii. Není součástí žádné církevní provincie, je bezprostředně podřízena Svatému Stolci. Diecéze vznikla v roce 1986 spojením tří starobylých diecézí, ternijské, narnijské a amelijské. Současným biskupem diecéze je od roku 2021 Francesco Soddu.